# 蓝喉太阳鸟
蓝喉太阳鸟（学名：[Aethopyga gouldiae] 错误：{{Lang}}：文本有斜体标记（帮助））为太阳鸟科太阳鸟属的鸟类，俗名桐花凤。分布于印度、东至中南半岛以及中国大陆的西藏、四川、云南、贵州、陕西、广西、湖北、湖南等地，主要生活于海拔1000-3100米的高原盆地和山地的阔叶林、沟谷林、稀树灌丛以至河边和公路边的乔木树丛和竹丛中以及尤喜在花丛间活动。该物种的模式产地在喜马拉雅山脉地区。

## 亚种
- 蓝喉太阳鸟西南亚种（学名：[Aethopyga gouldiae dabryii] 错误：{{Lang}}：文本有斜体标记（帮助））。分布于自印度以东至泰国以北的中南半岛以及中国大陆的甘肃、四川、陕西、云南、贵州、广西、湖北、湖南等地。该物种的模式产地在四川康定,据Slater。[3]
- 蓝喉太阳鸟指名亚种（学名：[Aethopyga gouldiae gouldiae] 错误：{{Lang}}：文本有斜体标记（帮助））。分布于印度以及中国大陆的西藏等地。该物种的模式产地在喜马拉雅山脉地区。[4]